# Arnaud Kalimuendo
Arnaud Kalimuendo-Muinga (* 20. Januar 2002 in Suresnes) ist ein französischer Fußballspieler kongolesischer Abstammung, der bei Nottingham Forest unter Vertrag steht. Der Stürmer ist seit Oktober 2020 französischer U-21-Nationalspieler.

## Karriere

### Verein
Arnaud Kalimuendo begann seine fußballerische Ausbildung beim FC Saint Cloud. Im Juli 2012 wechselte er in die Jugendakademie von Paris Saint-Germain, wo er mit 16 Jahren bereits zu den tragenden Säulen der U-19-Mannschaft in der UEFA Youth League zählte. Am 8. Juli 2019 unterzeichnete er seinen ersten Profivertrag, der ihn bis zum Sommer 2022 an die Hauptstädter band. Sein Profidebüt bestritt er am 10. September 2020 (2. Spieltag) bei der 0:1-Auswärtsniederlage gegen den RC Lens. Bei der personalgeschwächten Mannschaft, bei der unter anderem die Offensivkräfte Kylian Mbappé, Mauro Icardi und Neymar fehlten, stand er in der Startformation, wurde aber in der 74. Spielminute durch Jesé ersetzt.
Am 5. Oktober 2020 unterzeichnete Kalimuendo einen neuen Vierjahresvertrag bei PSG, wurde aber umgehend bis zum Ende der Spielzeit 2020/21 an den Ligakonkurrenten RC Lens verliehen. Lens erhielt außerdem eine Kaufoption für den Stürmer. Wird diese aktiviert, besitzt Paris eine Rückkaufklausel. Sein Debüt für Lens gab er am 18. Oktober 2020 (7. Spieltag) bei der 0:4-Auswärtsniederlage im Derby du Nord gegen den Rivalen OSC Lille, bei der er in der Halbzeitpause für Corentin Jean eingewechselt wurde. Sein erstes Tor erzielte er in seinem ersten Startelfeinsatz am 22. November (11. Spieltag) beim 1:0-Auswärtssieg gegen den FCO Dijon.
Zur Saison 2021/22 kehrte Kalimuendo zu PSG zurück. Er kam zum Saisonbeginn zwar zu zwei Einwechslungen, war aber in der Offensive um Neymar, Mbappé und den Neuzugang Lionel Messi ohne Chance auf regelmäßige Einsätze. Vor dem 5. Spieltag kehrte er daher bis zum Saisonende auf Leihbasis zum Ligakonkurrenten RC Lens zurück.
Im August 2022 verließ er PSG und schloss sich Stade Rennes an.
Drei Jahre später wechselte er zu Nottingham Forest und unterschrieb dort einen Vertrag bis 2030.

### Nationalmannschaft
Mit der französischen U-17-Nationalmannschaft nahm Kalimuendo an der U-17-Weltmeisterschaft 2019 in Brasilien teil. Beim 3:1-Sieg gegen Südkorea im zweiten Gruppenspiel traf er erstmals. Einen weiteren Torerfolg erzielte er bei der 2:3-Halbfinalniederlage gegen den späteren U-17-Weltmeister Brasilien. Im Spiel um Platz drei gegen die Niederlande schoss er die Bleuets mit einem Hattrick zum 3:1-Sieg.
Gegenwärtig ist er seit Oktober 2020 für die U-21 aktiv.

## Titel und Auszeichnungen
Frankreich
- Französischer Meister (2): 2020, 2022
- Supercupsieger: 2022
- Französischer Ligapokalsieger (1): 2020